# Pinacoteca Ambrosiana

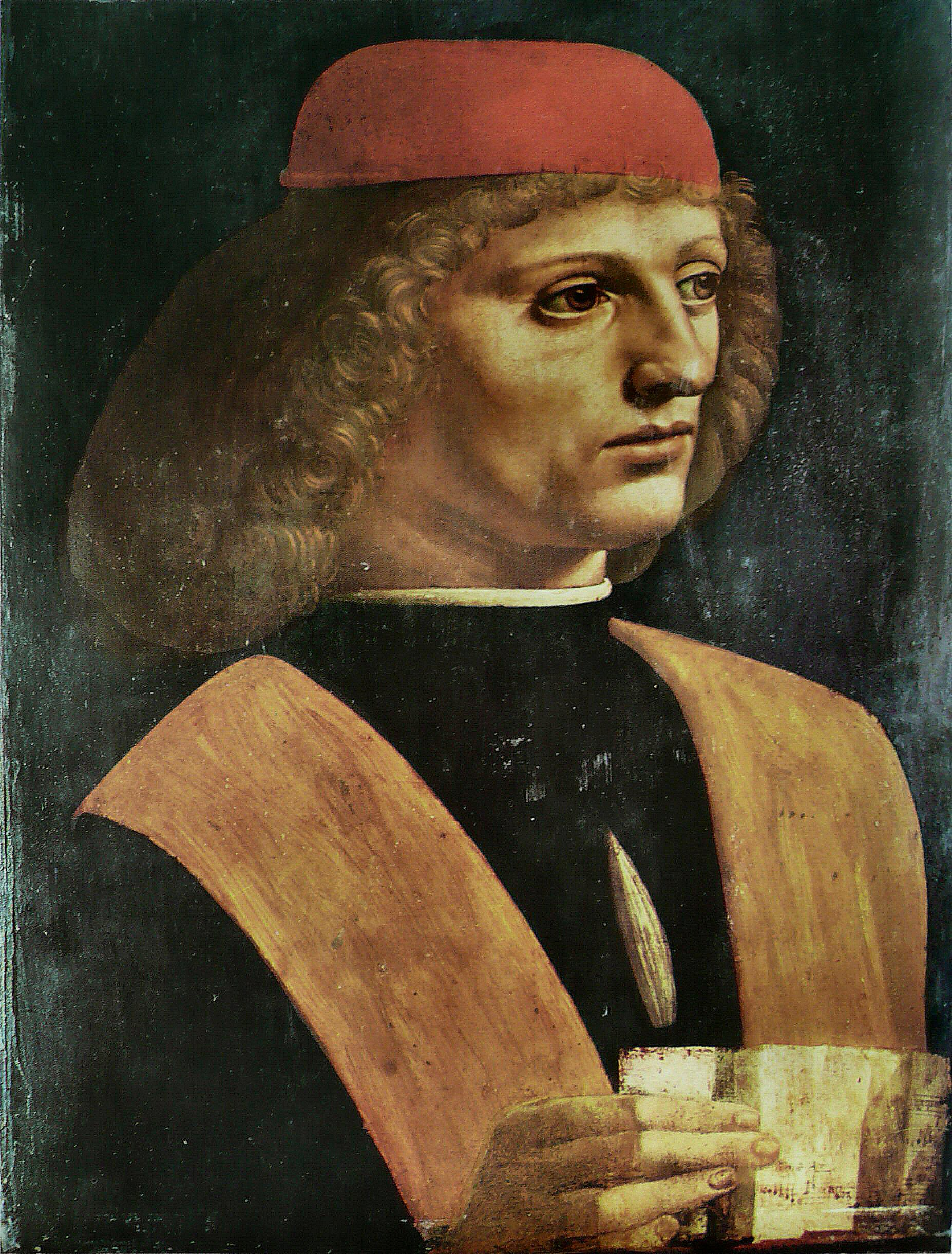
Leonardo, Ritratto di musico

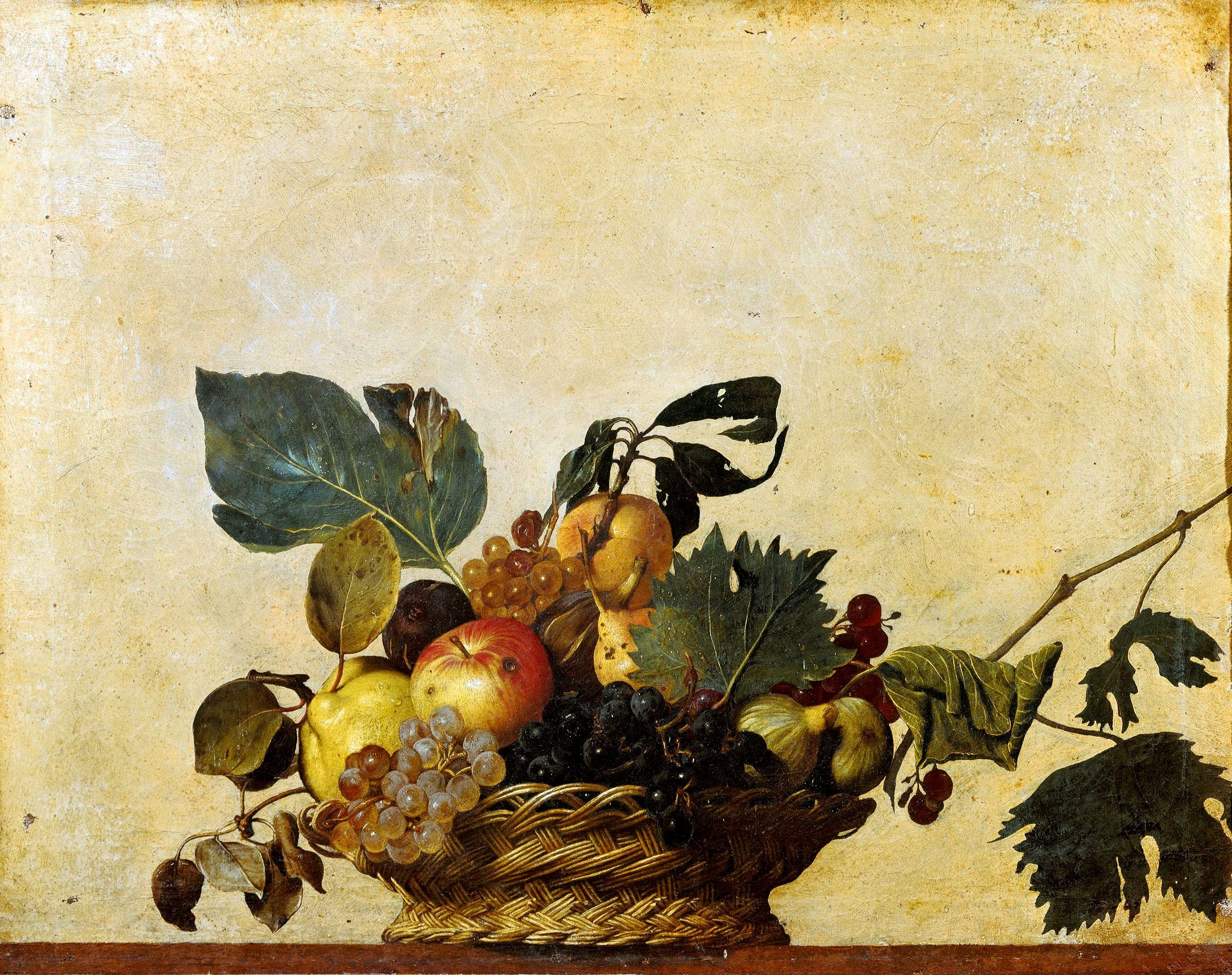
Caravaggio, Canestra di frutta

La Pinacoteca Ambrosiana è un museo di Milano che si trova all'interno del Palazzo dell'Ambrosiana.

## Storia
Venne fondata da Federico Borromeo nel 1618 all'interno della Biblioteca Ambrosiana, istituita già nel 1609. L'istituzione nacque per assicurare una formazione culturale gratuita a chiunque avesse qualità artistiche o intellettuali. Alla Pinacoteca fu infatti affiancata, fin dal 1621, un'accademia di pittura e scultura, con calchi in gesso del Laocoonte e della Pietà di Michelangelo Buonarroti provenienti dalla raccolta di Leone Leoni. Il primo docente di pittura fu il Cerano; unico allievo di una certa importanza fu Daniele Crespi.
Una "Seconda Accademia Ambrosiana", riformata in senso classicista su impulso del pittore Antonio Busca e dallo scultore Dionigi Bussola, fu attiva tra il 1668 e la fine del Settecento. Fu chiusa anche per la creazione dell'Accademia di belle arti di Brera nel 1776, che fu dotata di molti più mezzi e cattedre grazie al mecenatismo dell'imperatrice Maria Teresa d'Austria.

## Descrizione
La Biblioteca Ambrosiana e la Pinacoteca sono strettamente collegate. Anche la prima raccoglieva infatti una serie di dipinti con dotti e sapienti del mondo classico e della cultura cristiana e conteneva al suo interno disegni e codici miniati: nel 1637 furono donati da Galeazzo Arconati i manoscritti di Leonardo oggi all'Institut de France (attualmente, dopo le razzie di Napoleone resta in loco il solo Codice Atlantico). Un altro tesoro della Biblioteca è il manoscritto con l'opera di Virgilio già appartenuto a Petrarca (e da lui glossato) con una miniatura di Simone Martini.
Nella Pinacoteca si possono oggi trovare opere provenienti dalla collezione di Federico Borromeo (nei quattro corridoi che circondano la sala di lettura della Biblioteca) e da numerosi lasciti successivi, tra cui dipinti di Leonardo, Botticelli, Bramantino, Bergognone, Bernardino Luini, Tiziano, Jacopo Bassano, Moretto, Caravaggio, Morazzone, Daniele Crespi, Andrea Appiani, Francesco Hayez.
Interessante dal punto di vista storico è la produzione di copie da dipinti celebri, promossa da Federico Borromeo per scopi didattici e documentativi, come la replica dell' Ultima Cena  di Leonardo, che già nel XVII secolo era in condizioni assai precarie. La copia è stata realizzata da Andrea Bianchi.

## Percorso espositivo

### Collezione del cardinale Borromeo
Le sale 1, 4, 5, 6 e 7 contengono la collezione dei dipinti donati nel 1618 da Federico Borromeo. Si tratta del nucleo originario della pinacoteca, per questo si è scelto di evidenziarlo in sale dedicate, ispirandosi nell'allestimento al Musaeum pubblicato dal cardinale a Milano nel 1625, dove è descritta la prima sistemazione della raccolta.
Le sale presentano dipinti leonardeschi e veneti del Cinquecento (sale 1 e 4), il cartone della Scuola di Atene di Raffaello, il Canestro di frutta di Caravaggio e dipinti del Cinquecento italiano (sala 5), lombardi contemporanei (sala 6) e fiamminghi contemporanei (sala 7).
Opere nella sala 1
- Anonimo
  - San Girolamo penitente
  - Ritratto del cardinale Federico Borromeo
  - Ritratto del cardinale Federico Borromeo da giovane
- Bernardino Luini
  - Sacra Famiglia con sant'Anna e san Giovannino
  - Gesù Bambino con l'agnello
  - Cristo benedicente
  - Noli me tangere
- Bottega di Tiziano
  - Maria Maddalena
  - Deposizione di Cristo nel sepolcro
  - Adorazione dei Magi
- Bonifacio Veronese, Santa Famiglia con san Giovanni, Tobia e l'arcangelo Raffaele
- Caravaggio, Canestra di frutta
- Girolamo da Cotignola, Resurrezione
- Martino Piazza, Adorazione del Bambino
- Tiziano, 
  - Vecchio uomo con armatura
  - Sacra Famiglia con san Giovannino e sant'Anna
- Andrea Solario (attr.), Testa di san Giovanni Battista

Opere nella sala 4
- Anonimo fiammingo
  - Ritratto d'uomo
- Giorgione (copia antica da), Ritratto di giovane
- Jacopo Bassano (attr.), Riposo nella fuga in Egitto
- Francesco Bassano, Annuncio ai pastori
- Francesco Vecellio (copia antica da), Madonna col Bambino, San Giovannino e una santa
- Tiziano (copia da), Autoritratto
- Ambiente di Tiziano
  - Ecce Homo

Opere nella sala 5
- Raffaello, cartone della Scuola di Atene

Opere nella sala 6
- Anonimo
  - Schiavo morente
- Giulio Campi (attr.), Orazione nell'orto
- Federico Barocci, Presepe
- Morazzone, Gesù tra i dottori
- Ambrogio Figino, Ritratto di san Carlo Borromeo
- Giovanni Maria Griffoni
  - Cristo coronato di spine
  - Madonna addolorata

Opere nella sala 7
- Brueghel dei Velluti
  - Allegoria dell'acqua
  - Allegoria del fuoco
  - Fiori in un bicchiere
  - Boscaglia
  - Cisterna d'acqua e capanno d'eremiti
  - Eremita che legge presso rovine
  - Lot e le figlie fuggono da Sodoma in fiamme
  - Eremita in preghiera
  - Romitaggio
  - Eremita in preghiera davanti a un'immagine
  - Cerere
  - Scena infernale
  - Gesù con gli apostoli sul Lago di Tiberiade
  - Paesaggio con palude
  - Paesaggio con pastori e pellegrini
  - Paese d'inverno con gloria d'angeli
  - Topolino con rose
  - Madonna col Bambino
  - Daniele nella fossa dei leoni
  - Vaso di fiori
  - Fiori in un vaso
  - Paesaggio con eremiti (con Gillis van Coninxloo)
  - Paesaggio con eremiti (con Gillis van Coninxloo)
  - Acquasantiera (con Girolamo Marchesini)
- Paul Brill
  - Prospettiva di mare
  - Paesaggio con rovine e pastori
  - Paesaggio con il martirio di san Pietro da Verona
  - Paesaggio con Rebecca al pozzo
  - Paesaggio con la conversione di San Paolo
  - Paesaggio con Tobiolo e l'angelo
  - Paesaggio con san Giovannino
- Hans Rottenhammer, Gloria d'angeli
- Luca di Leida, Trionfo di Davide
- Hendrik van Steenwijck il Vecchio, Interno della cattedrale di Anversa

### Pittura dei secoli XV-XVI
Le altre sale ospitano dipinti ottenuti con altri lasciti. Un importante nucleo riguarda il XV secolo e ancora più consistente è quello del secolo XVI. La sala 2 è dedicata ai pittori soprattutto fiorentini, lombardi e veneti, tra cui anche il Ritratto di musico di Leonardo, la 3 ai lombardi, la 10 ai veneti, la 11 soprattutto ai toscani, la 12 ai bresciani e i veneti, la sala 29 a Bernardino Luini.
Opere nella sala 2
- Maestro della Libreria Sagramoso, S. Bernardino, s. Bonaventura e s. Cristoforo
- Anonimo lombardo, Sacra conversazione coi ss. Caterina d’Alessandria, Giovanni battista, Pietro e Filippo Benizzi
- Anonimo, Testa equina
- Bergognone
  - Santi Elisabetta e Francesco
  - Santi Pietro martire e Cristoforo
  - Sacra conversazione
- Bernardo Zenale
  - San Ludovico di Tolosa
  - San Bonaventura
- Sandro Botticelli, Madonna del Padiglione
- Angelo Pietrasanta, Ritratto di Dante Alighieri
- Anonimo, Compianto di Cristo con san Girolamo
- Bottega di Pinturicchio, Madonna col Bambino e un donatore
- Anonimo ferrarese, Transito della Vergine
- Giovanni di Francesco del Cervelliera, Sant'Antonio abate
- Marco Basaiti, Cristo risorto, restaurato nel 2017, è firmato ed è generalmente datato al secondo decennio del XVI secolo. L'artista veneziano si mostra qui estraneo alle novità lagunari tra il tardo Giovanni Bellini, Giorgione e i nordici, e piuttosto vicino a Carpaccio e ai leonardeschi lombardi presenti in città, come Giovanni Agostino da Lodi e influenzato dal classicismo del Perugino.[1]
- Cima da Conegliano, Daniele nella fossa dei leoni
- Bartolomeo Vivarini, Madonna con Bambino e santi
- Gian Francesco de' Maineri, Cristo portacroce

Opere nella sala 3
- Altobello Melone, Madonna col Bambino
- Cesare Magni, Madonna col Bambino tra i santi Pietro e Girolamo
- Marco d'Oggiono, Madonna col Bambino e santi
- Anonimo, Ritratto di Galeazzo Arconati
- Bramantino
  - Adorazione del Bambino
  - Cristo in pietà
  - Madonna delle Torri
- Giampietrino
  - Adorazione del Bambino con san Rocco
  - Madonna col Bambino
- Pittore luinesco
  - Madonna che allatta il Bambino
  - Adorazione dei pastori
  - Presentazione al Tempio
- Seguace di Bergognone, Madonna del velo
- Ambito di Bernardino de' Conti, Madonna col Bambino

Opere nella sala 10
- Giovanni Cariani
  - Congedo di Cristo dalla madre
  - Salita al Calvario
- Ambiente di Giorgione, Paesaggio con soldati
- Antonio Badile (attr.), Martirio di san Sebastiano

Opere nella sala 11
- Maestro della Madonna di Manchester, Madonna con Bambino
- Bacchiacca, Sacra Famiglia con san Giovannino
- Giuliano Bugiardini (attr.), Madonna col Bambino e san Giovannino
- Giovanni Paolo Lomazzo, Orazione nell'orto
- Girolamo Mazzola Bedoli, Annunciazione
- Giuliano Bugiardini, Madonna col Bambino e s. Giovannino
- Maniera del Bronzino, Ritratto maschile

Opere nella sala 12

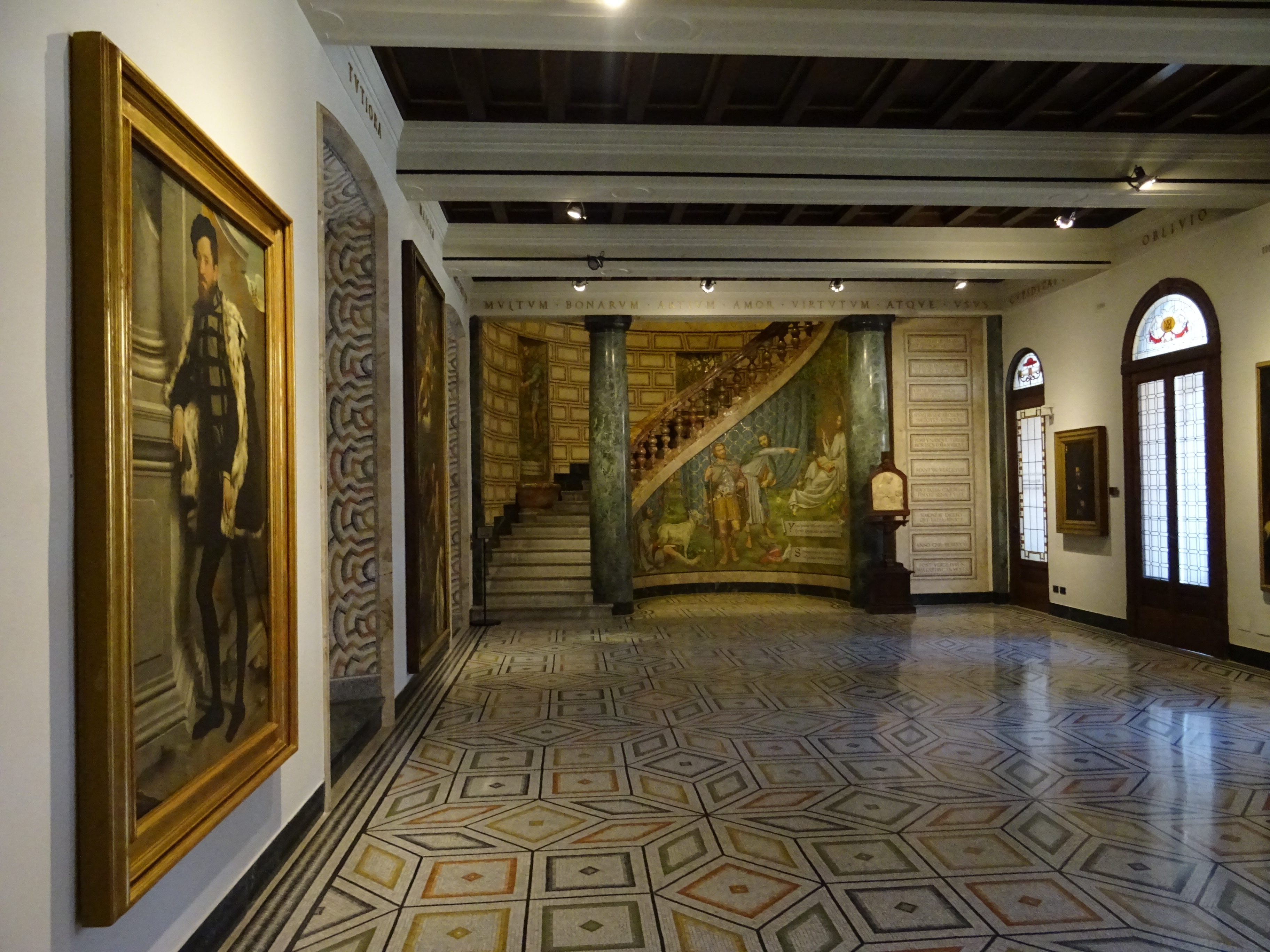
Sala dell'Esedra - Pinacoteca Ambrosiana

- Giovan Battista Moroni, Ritratto di Michel de l'Hospital
- Moretto da Brescia
  - Sibilla Samia
  - San Giovanni Evangelista
  - Re Salomone
  - Martirio di san Pietro da Verona
- Scultore veneto, Madonna col Bambino
- Bartolomeo Veneto (attr.), Ritratto di Bernardino da Lesmo
- Pompeo Marchesi, Cristo fanciullo docente nel Tempio (o Il Nazareno)
- Paolo Veronese, Ritratto d'uomo nello studio (Tiziano?)
- Domenico Robusti, Ritratto di senatore veneto

### Pittura dei secoli XIV-XVI e oggettistica
A partire dalla sala 8 (della Medusa), si entra negli spazi aggiunti nel 1928, già annessi della basilica di San Sepolcro, che vennero allestiti nel 1929-1931 sotto la direzione di Alessandro Minali.
La sala della Medusa, che prende il nome dalla fontana di Giannino Castiglioni, e quella successiva (9, delle Colonne), conservano dipinti e le raccolte di oggettistica.
Opere nella sala 8
- Jan Harmensz von Müller (copia da), Lot e le figlie
- Giottino, Pietà
- Giovanni Mazone
  - tre Beati agostiniani, dal Polittico di s. Nicola di Tolentino
  - S. Giovanni battista
  - S. Giovanni battista
- Fra Carnevale, S. Francesco d'Assisi
- Pasquale Miglioretti, Abele morente
- Josse Lieferinxe, Ecce Homo
- Anonimo italiano, Testa di Medusa (copia dalla Medusa Rondanini)
- Bartholomäus Spranger, Conversione di san Paolo
- Andries Daniels e Frans Francken il giovane, Madonna col Bambino in ghirlanda di fiori
- Ignazio Micotti
  - La preghiera
  - Il dolore - La rassegnazione (Vergine addolorata)
- Orefice lombarda, Pastorale
- Giannino Castiglioni, Medusa piangente, che dà il nome alla stanza

Nelle teche fra sala 8 e sala 9 sono custoditi numerosi oggetti di piccole dimensioni:
- Artista limosino, Cristo crocifisso
- Ceramografo dell'Italia meridionale, patera a figure rosse
- Scultore dell'Italia settentrionale, Lare di Tormine
- Scultore fiammingo, Figura virile
- Armorario milanese, due Sfondagiachi con custodia
- Artista dell'Italia centrale, Borsa liturgica
- Joachim Fries, Trofeo con Diana cacciatrice
- Christoph Lencker, Coppa con Turbo marmoratus
- Artista italiano, Piatto ovale
- Alfredo Ravasco
  - Teca con capelli di Lucrezia Borgia
  - Teca con capelli di Cavour
  - Teca con capelli di Federico Borromeo
  - Soprammobile con gufo
- Artista veneto, Cofanetto a figure
- Bottega degli Embriachi, Cofanetto con Storie di Piramo e Tisbe
- Armorario tedesco, Sella da parata e staffe
- Artista spagnolo, Medaglione con Deesis
- Guanti indossati da Napoleone durante la Battaglia di Waterloo
- Gerolamo Miseroni, Onfale
- Giovanni Jacopo Caraglio, Ritratto di Bona Sforza, regina di Polonia
- Incisore lombardo, Ritratto di Giuseppe Antonio Sassi
- Artista mitteleuropeo, due Gruppi di mendicanti
- Manifattura tedesca, Figura maschile in conchiglie
- Corallo e due Nautilus
- Cristallo di quarzo
- Manfredo Settala, Sfera armillare tolemaica
- Giannello Torriani, Sfera armillare tolemaica
- Anonimo, Sfera armillare tolemaica
- Cesare Fiori, Ritratto di Manfredo Settala
- Orafo tedesco, Orologio con astrolabio
- Astrolabio latino
- Manifattura tedesca, Planetolabio
- Astrolabio latino
- Astrolabio universale di Rojas

Opere nella sala 9
- Maestro di San Miniato, Madonna col Bambino
- Cesare Dossi, Busto di Giovanni Galbiati
- Bottega del Sodoma, Sacra Famiglia
- Giampietrino, San Giovanni Evangelista
- Giovanni Agostino da Lodi, Assunzione di Maria
- Antonio Solario, Testa di san Giovanni Battista
- Anonimo ferrarese, Busto di Cristo
- Cristoforo Ferrari, Fuga in Egitto
- Mantello processionale Tupinamba

In due teche è conservata parte della raccolta Sinigaglia; tra gli oggetti: resti animali (corna, mummie...), miniature, figurine antropomorfe, ušabti, unguentari, lucerne.

### Sala di Niccolò da Bologna
La sala 13 è detta di Niccolò da Bologna, dal nome del miniatore trecentesco (autore del Codice ambrosiano B 42 Inf.) che ha ispirato i rilievi di due lunette, opera rispettivamente di Domenico Buffa e Rodolfo Castagnino con pitture di Archimede Albertazzi, ed ospita opere fiamminghe e italiane del tardo Cinquecento e del Seicento, tra cui spicca il nome di Guido Reni.
Opere nella sala 13

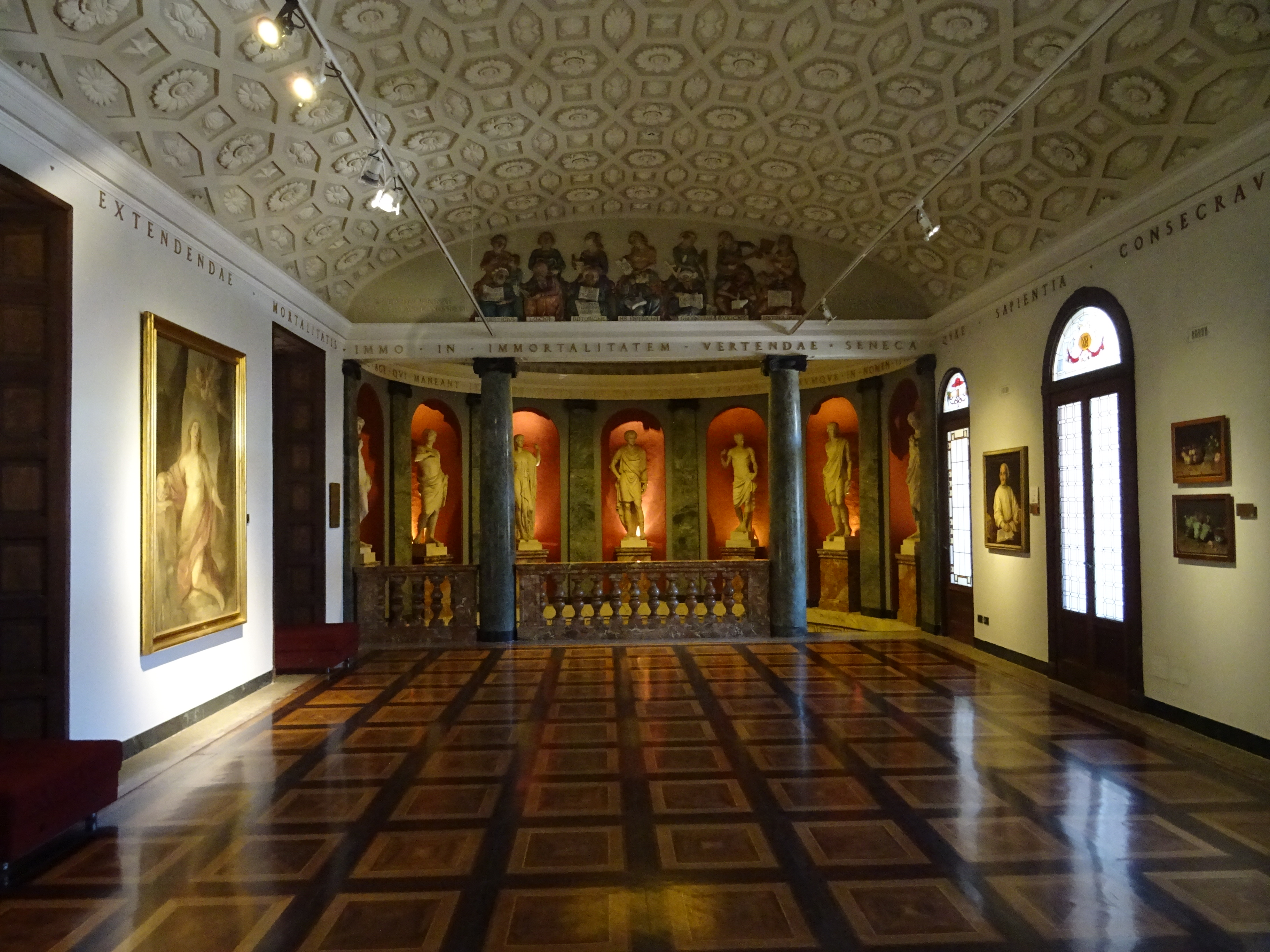
Sala Nicolò da Bologna - Pinacoteca Ambrosiana

- Fede Galizia, Ritratto di Paolo Morigia
- Isaac Soreau
  - Natura morta con fiori
  - Natura morta con uva e coppa di more
- Pittore italiano, Natura morta con pere e un vaso di fiori
- Jan van Kessel, Paesaggio con uccelli
- Anonimo genovese, Mercurio e Argo
- Giovanni Maria Benzoni, Sant'Anna e Maria bambina
- Maniera di Salvator Rosa, Allegoria della caducità
- Giovanni Andrea Biffi (attr.), Sant'Agapito (?)
- Hendrick Avercamp, Paesaggio invernale
- Maniera di Luca Giordano, Scena mitologica
- Guido Reni, Maria Maddalena penitente

### XVII e XVIII secolo
L'allestimento delle successive sale, sempre relativo ai lavori degli anni trenta, ricrea un ambiente signorile milanese di fine Sette-inizi Ottocento. Nella sala 14 si trova un ballatoio con una finta biblioteca e cento stemmi di famiglie nobili lombarde, opera di Archimede Albertazzi, restaurati da Francesco Manzoni dopo i danni bellici. La vetrata è di Domenico Buffa e raffigura Sant'Ambrogio. Le sale 15 e 16 sono dedicate al Seicento lombardo, la 17 al Sei e Settecento
Opere nella sala 14
- Francesco Albani, Le nozze di Teti e Peleo
- Orazio Borgianni (attr.), I martiri cristiani
- Copia da Domenico Fetti, Seminatore

Opere nella sala 15
- Giuseppe Vermiglio
  - Giaele e Sisara
  - Giuditta e Oloferne
- Morazzone, Adorazione dei Magi
- Daniele Crespi, San Filippo Benizzi
- Giulio Cesare Procaccini, San Michele Arcangelo
- Francesco Cairo (attr.), Ritratto di gentiluomo
- Ambiente del Morazzone, Battesimo di sant'Agostino

Opere nella sala 16
- Daniele Crespi, Ritratto di Manfredo Settala
- Giulio Cesare Procaccini, Maddalena e l'angelo
- Melchiorre Gherardini, Lucrezia romana
- Giuseppe Nuvolone, Sacra famiglia
- Carlo Francesco Nuvolone
  - Susanna e i vecchioni
  - Maddalena
- Giovanni Serodine, Figura femminile allegorica

Le vetrine tra sala 16 e sala 17 contengono 56 pezzi in porcellana, di manifattura italiana. Provengono dalla donazione Villani del 2015.
Opere nella sala 17
- Giandomenico Tiepolo
  - Presentazione di Gesù al tempio
  - Santo vescovo
- Fra Galgario, Ritratto di giovane
- Giovan Francesco Castiglione, Viaggio di Rebecca al pozzo
- Maniera del Lissandrino, Scena di genere
- Carlo Innocenzo Carloni, Strage degli innocenti
- Pietro Antonio Magatti
  - Deposizione di Cristo nel sepolcro
  - Presentazione di Gesù al tempio
- Cesare Ligari, Mosè e il serpente di bronzo
- Giuliano Traballesi, Mercurio e le Grazie
- Giuseppe Cades, Riconoscimento di Gualtieri d'Angversa
- Francesco Londonio
  - Natura morta con ortaglia
  - Natura morta con erbaggi
  - Pastori
  - Pastori
  - Teste di mucche e tori
  - Filatrice e pastore con animali
  - Contadina
  - Caprette e agnelli

La teca al centro della sala è dedicata alla divinità indù Vīrabhadra, contenendo 72 placchette votive a lui riferite.

### Collezione De Pecis
La sala 18 ospita le opere più importanti della collezione donata dal conte Giovanni Edoardo De Pecis nel 1827 e accresciuta nel 1828 e nel 1830 dai lasciti di sua sorella Maria, vedova Paravicini. Comprende dipinti italiani e fiamminghi e una ricca raccolta di bronzetti neoclassici.
La sala 21 è composta da tre ambienti in successione aperti sulla sala della Medusa e quella delle Colonne, ospitanti un gruppo di dipinti fiamminghi e tedeschi dei secoli XV, XVI e XVII secolo, in larga parte dalla Collezione De Pecis. Sul finestrone centrale, rivolto verso l'aula di lettura della Biblioteca, si trova la vetrata dantesca di Giuseppe Bertini, già nell'attuale sala Borromeo (già sala Stocchetti) e qui posta dal 1929.
Opere nella sala 18
- Manifattura Strazza e Thomas 
  - Monumento funebre ad Andrea Appiani (su disegno di Giacomo Moraglia)
  - Ingresso a Milano dell'imperatore Francesco I (modello)
  - Ingresso a Milano dell'imperatore Francesco I
  - Promulgazione del decreto Imperatore Francesco I (modello)
  - Promulgazione del decreto Imperatore Francesco I
- Francesco Antonucci, Pio VI in viaggio verso Vienna
- Bertel Thorvaldsen
  - Ercole riceve da Ebe la bevanda dell’immortalità
  - Nemesi recita a Giove i fatti della storia umana
  - Venere consola Amore punto da un’ape
  - Mercurio affida Bacco infante a Ino
  - Autoritratto
- Ridolfo Schadow
  - La filatrice
  - Amore
- Antonio Canova, Autoritratto
- Gaspare Landi, Giovinetta con urna funeraria
- Anton Raphael Mengs, Ritratto di Leopoldo II d'Asburgo Lorena
- Natale Schiavoni, Ritratto di giovinetta con colomba

Nella teca sono custoditi oggetti in bronzo dorato:
- Benjamin Ludwig Jollage
  - Colonna Traiana
  - Colonna Antonina
- Wilhelm Hopfgarten
  - Obelisco egizio di Piazza del popolo
  - Obelisco egizio di Piazza San Giovanni in Laterano
- Desiderio Cesari, Zuccheriera
- Manifattura Strazza e Thomas
  - Testa equina
  - Testa equina
  - Ebe
  - Anfora
  - Anfora
  - Leone
- Manifattura Manfredini
  - Divinità fluviale
  - Alzatina con pescagione
  - Alzatina con selvaggina
- Manifattura Manfredini e Manifattura Strazza e Thomas, Vaso

Opere nella sala 21
- Maestro del Santo Sangue, Adorazione dei Magi
- Manifattura giapponese, due Vasi
- Geertgen tot Sint Jans, Madonna col Bambino
- Maestro dell'altare Tucher, Madonna col Bambino
- Maestro caravaggesco, Riposo durante la Fuga in Egitto
- Jan Matsys, Allegoria della Carità
- Artista che si sigla H.L., Ritratto d'uomo
- Anonimo, Ritratto d'uomo con frate
- Jan Brueghel il Giovane
  - Peccato originale
  - Cacciata dal Paradiso terrestre
- Hans Mülich (attr.)
  - Ritratto maschile
  - Ritratto maschile
- Giuseppe Bertini, Vetrata dantesca
- Cornelis van Cleve, Madonna col Bambino e san Giovannino
- Bernaert van Orley, Vergine alla fontana
- Maestro delle mezze figure femminili (o copia antica da), Maria Maddalena

### Arte del XIX e XX secolo
La sala 19 presenta una selezione degli oltre duecento dipinti ottocenteschi e dei primi anni del Novecento della galleria; si tratta soprattutto di opere di artisti attivi a Milano, con nomi dei migliori maestri quali Andrea Appiani, Francesco Hayez, Mosè Bianchi. La sala 19 ospita anche tre teche, contenenti una minima parte della collezione numismatica dell'Ambrosiana; sono esposte sia monete della zecca di Milano (dal periodo di Carlo Magno all'Unità d'Italia), sia monete provenienti da altre città (Genova, Roma, Venezia...). Da qui si accede anche al Gabinetto numismatico. La sala 20 è occupata dal peristilio, e vi si entra dalla Sala Federiciana.
Opere nella sala 19
- Andrea Appiani
  - Ritratto di Napoleone
  - Ritratto femminile
  - Ritratto di Monsignor Stefano Bonsignori
  - Ritratto di Carolina Pitrot Angiolini
- Francesco Hayez
  - Ritratto di Giovanni Battista Morosini
  - Ritratto di Giuseppina Negroni Prati Morosini
  - Ritratto di Emilia Morosini Zeltner
  - Ritratto di Alessandro Negroni Prati Morosini
  - Maddalena
  - Il bacio
- Giuseppe Bertini, Incontro di Maria Stuarda con la Regina Elisabetta
- Tranquillo Cremona, Donna al pianoforte
- Giovanni Migliara, L'Arco della pace a Milano
- Massimo d'Azeglio
  - Scena alpestre
  - Paesaggio
- Gerolamo Induno, Porta San Pancrazio a Roma
- Mosè Bianchi
  - Maternità
  - Paolo e Francesca
  - In barca
  - Flora
- Emilio Longoni, Chiusi fuori scuola
- Gaetano Previati
  - Fiori
  - Fiori e rose
  - I tre cipressi
- Emilio Gola, Le lavandaie nel Naviglio

Opere nel Peristilio (sala 20)
- Anonimo, Mosaico della Primavera
- Bertel Thorvaldsen, Busto di George Gordon Byron
- Pietro Bracci
  - Busto di papa Clemente XII
  - Busto di papa Benedetto XIII
- Giovan Battista Comolli, Busto di Giacinto Ghidoli
- Anonimo
  - Busto di Antonio Maria Ceriani
  - Busto di Antonio Rosmini
  - Busto di Pietro Custodi
  - Busto di Barnaba Oriani
  - Busto di Bernardo Gatti
  - Busto di Carlo Parea
  - Busto di Antonio Stoppani
  - Busto di Cesare Beccaria
  - Busto di Vincenzo Monti
  - Busto di Giorgio Tolnay
  - Busto di Federico Fagnani
  - Busto di Maria Paravicini
  - Busto di Giovanni Edoardo De Pecis

### Corridoio

Il Cortile degli Spiriti Magni nella Pinacoteca.

La sala 22 è il lungo corridoio decorato da sculture e affreschi, secondo l'allestimento del 1966. Spiccano le opere del Bambaia, provenienti dal Monumento funebre a Gaston de Foix e da un'altra tomba, e quattro affreschi dalla chiesa di Santa Maria della Rosa, demolita nel 1831 per ampliare gli spazi dell'Ambrosiana. I reperti lapidei, antichi, medievali e rinascimentali, sono stati selezionati dal portico del Cortile degli Spiriti Magni.
Opere nella sala 22
- Giovanni Antonio Piatti, Platone
- Scultore lombardo
  - Figura femminile
  - Figura femminile
  - Figura femminile
  - Bassorilievo figurato
  - Figura maschile e animale fantastico
- Anonimo
  - Santa monaca
  - Santa Caterina da Siena
  - San Bartolomeo da Briganze
  - Santo vescovo domenicano
- Scultore romano
  - Iscrizione paleocristiana
  - Frammento di sarcofago
  - Testa maschile
  - Testa di fanciullo
- Bambaia
  - Quattro rilievi del monumento sepolcrale di Gaston de Foix
  - Gesù davanti a Caifa ed Ecce Homo
  - Salita al Calvario e Gesù spogliato

### Sala Leonardi

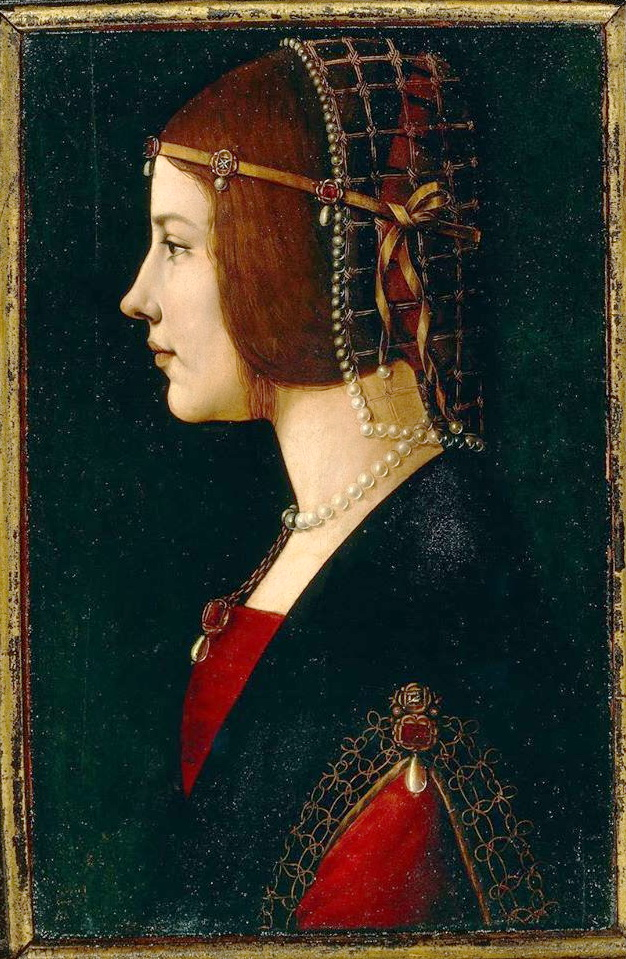
Ambrogio De Predis, Ritratto di una dama (1490 circa)

- Giovanni Ambrogio De Predis, Ritratto di dama
- Leonardo da Vinci, Ritratto di musico
- Salaì
  - San Giovanni Battista
  - Testa di Cristo redentore
- Giovanni Antonio Boltraffio, Ritratto di vedova
- il Vespino
  - Copia del Cenacolo di Leonardo
  - Vergine delle rocce
- Bernardino Luini, Incoronazione di spine

### Altre sale
Opere nell'atrio d'onore
- Maurilio Jacco, Ritratto di Federico Borromeo
- Scultore lombardo, Busto del cardinale Federico Borromeo
- Undici Calchi dalla Colonna Traiana
- Pellegrino Tibaldi, cartoni per la vetrata del Duomo con Storie dei Quattro santi coronati

Opere nella Sala delle accademie
- Pietro Martire Neri, Gregorio XIV in veste di s. Gregorio Magno
- Copia da Giovanni Gerolamo Savoldo (forse Giovanni Paolo Lomazzo), Trasfigurazione
- Scuola di Guido Reni, Crocifissione
- Simone Peterzano (attr.), Sant'Ambrogio benedicente tra i santi Gervasio e Protasio
- Palma il Giovane (attr.), Crocifisso con i santi Francesco d'Assisi e Antonio da Padova
- Il Cerano, Sant'Ambrogio

Opere nella sala di passaggio verso i bagni
- Gaetano Sperati
  - Via laghetto
  - Neve a Milano: Piazza Cinque giornate
  - (opera senza targhetta)

Opere nello scalone
- Paul Bril
  - Paesaggio con Anub
  - Paesaggio con san Muzio
- Giacomo Moraglia, Pompeo Marchesi e Antonio Canova, Monumento alla memoria di Giuseppe Bossi
- Anonimo
  - Copia del Gruppo del Laocoonte
  - Copia della Pietà di Michelangelo
- Scultore lombardo, Monumento a Galeazzo Arconati
- Antonio Busca, Federico Borromeo porta il viatico a san Filippo Neri
- Andrea Lanzani, Federico Borromeo trasla il corpo di san Calimero
- Daniele Crespi, Madonna col Bambino e santi
- Gian Andrea Biffi e Fabio Mangone, Palma

Opere nell'atrio di passaggio, primo piano
- Giovanni Migliara
  - Scorcio dell'interno del Duomo
  - Portico in rovina
  - Abside di s. Satiro e veduta del Duomo
- Copia da Sassoferrato, Madonna col Bambino e un uccellino
- Annibale Fontana
  - Nascita della Vergine
  - Morte della Vergine
- Scultori dell'Accademia Ambrosiana
  - Abramo caccia Agar
  - Apparizione dell'angelo ad Agar
  - Predicazione di Cristo
  - Morte della Vergine
- Scultore milanese, Morte della Vergine

In due teche sono custodite placchette, medaglie, miniature e medaglioni. Tra questi:
- Scultore lombardo
  - Dannato
  - Anima purgante
  - Anima beata
- Artista bizantino, Encolpio
- Incisore milanese, Ecce homo
- Antonio Abondio
  - Busto femminile
  - Busto dell'imperatrice Maria, moglie di Massimiliano
- Orafo francese, orologio chatelaine a doppia cassa con miniature
- Orafo russo, Trittico con Cristo in trono e santi
- Galeazzo Mondella,
  - placchetta con Ercole e il leone nemeo
  - placchetta con Ercole e l’idra di Lerna
  - placchetta con Vergine in trono

Opere nell'atrio di passaggio, secondo piano
- Pittore lombardo, Ritratto di uomo

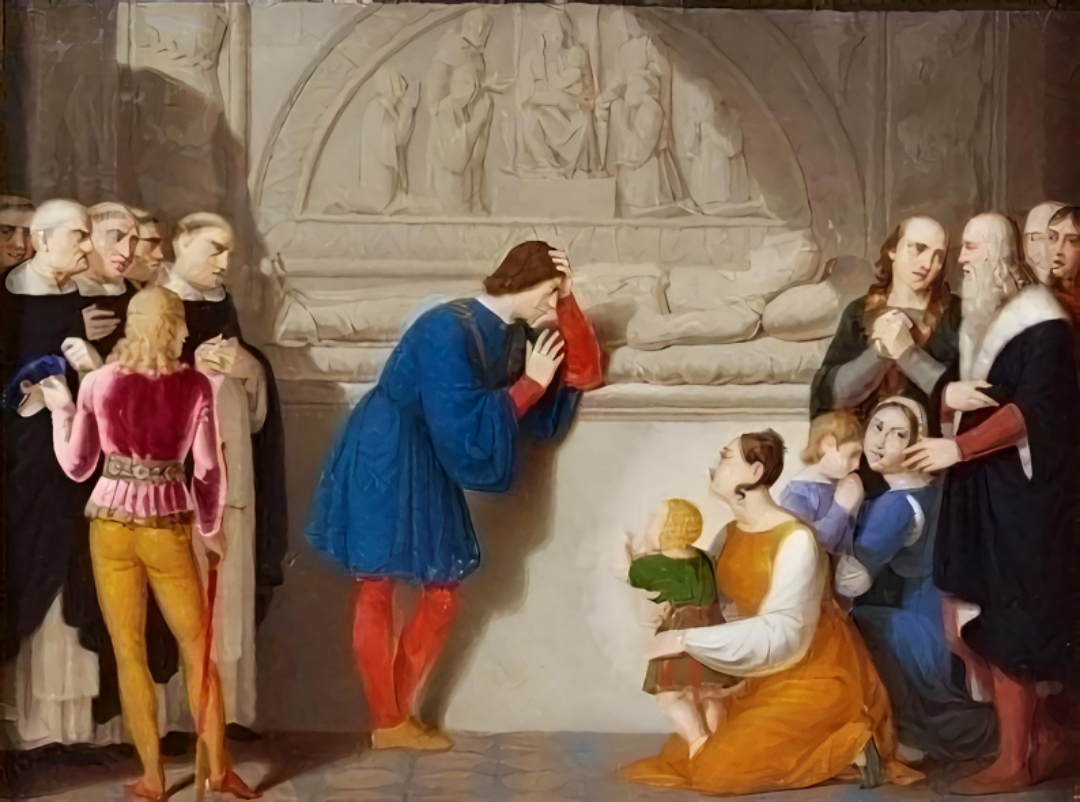
L'addio di Ludovico il Moro alle ceneri della moglie Beatrice d'Este, Giovan Battista Gigola, 1830.

- Vincenzo Gemito, Nudo di ragazza napoletana
- Francesco Cairo
  - Cleopatra morente
  - Madonna col Bambino
- Niccolò Codazzi, Rovine
- Pittore milanese, Ritratto di gentildonna
- Evaristo Baschenis, Natura morta con strumenti musicali

Due teche contengono parte della Raccolta Sinigaglia, formata da numerosi ritratti e paesaggi in miniatura di autori italiani, spagnoli, austriaci, francesi, inglesi, irlandesi. Tra gli autori noti, Alessandro Martelli, Giuseppe Gherardi, Pietro Nocchi, Giambattista Gigola, Carlo Bossoli, Angelo Vacca, Emanuele Tovo, Filippo Giacomo Remondini.
Opere lungo la Scala rossa
- Eliseo Sala, Autoritratto
- Emilio Longoni
  - Ritratto di Giuseppe Romanò
  - Ritratto di Luigia Calvasina Romanò
- Antonio Moglia, Tigre che allatta i tigrotti
- Micco Spadaro e Viviano Codazzi, Adorazione dei Magi
- Anonimo, Vecchia filatrice con pollame
- Filippo Palizzi, Paesaggio con animali
- Andrea Appiani, Venere e Amore
- Ettore Tito, Eolo
- Giuseppe Bossi, Monte di Ariosto

### Collezione Brivio
La donazione Brivio fatta nel 1959 comprende una selezione di dipinti italiani tra i quali una "Natività" della scuola del Ghirlandaio e una "Sacra Famiglia" della bottega del Bellini.

### Collezione Negroni Prati Morosini
Nel 1962 è acquisita la collezione Negroni Prati Morosini, cui si deve l'acquisizione del "Ritratto di Napoleone" di Andrea Appiani, di quattro ritratti di Hayez e due dipinti di Camillo Procaccini e Nuvolone.

### Depositi
Solo una parte delle opere di proprietà dell'Ambrosiana è esposta nella Pinacoteca. Tra le opere solitamente custodite nei depositi si possono trovare:
- Anonimo
  - Uomo con berretto
  - Uomo di profilo
  - San Pietro penitente
  - Testa di vecchio
  - Leggenda di Niobe
  - Pietà
  - Madonna col Bambino
  - Epifania
  - Concerto
  - San Pietro Apostolo
  - Visitazione di Maria a Elisabetta
  - Incredulità di Tommaso
- Artista fiammingo, Lavanda dei piedi
- Artista milanese, Ecce Homo
- Artista muranese, Fruttiere
- Artista romano (?), Testa di vecchio
- Ambiente di Giovanni Bellini, Adorazione del Bambino con san Giovannino
- Federico Bianchi, Strage degli Innocenti
- Mosè Bianchi
  - Cavalcando
  - Monache al lido (La benedizione del mare)
  - La casa del pastore
  - Pecore al ruscello
- Giuseppe Bossi
  - Incontro di Edipo cieco con le figlie
  - Riconoscenza della Repubblica Italiana a Napoleone
  - Venere dormiente e Cupido
- Paul Brill, Paesaggio con due cappuccini
- Domenico Brusasorci, Sacrificio di Isacco
- Bottega di Guglielmo Caccia, Riposo durante la fuga in Egitto
- Seguace di Francesco Cairo, Cristo nell'orto
- Marco d'Oggiono
  - Madonna col Bambino
  - Madonna col Bambino
- Agostino Decio, Adorazione dei Magi
- Fede Galizia, Madonna col Bambino
- Bottega di Domenico Ghirlandaio, Adorazione del Bambino
- Giampietrino, Cristo deriso
- Giambattista Gigola
  - Bradamante nella grotta di Merlino
  - L'addio di Lodovico il Moro alle ceneri...
  - La brigata del Boccaccio...
  - Bernabò Visconti condotto al Castello di Trezzo
  - Giovanni Edoardo e Maria DePecis
- Giuliano (?), Ritratto di san Carlo Borromeo che legge
- Gerolamo Induno
  - Visita al campo
  - Vecchio con cane
  - Ragazza al fonte
- Antonio Mariani, Enea e Anchise
- Anton Raphael Mengs, Ritratto di Clemente XIII
- Giovanni Migliara, La Certosa di Pavia
- Gerolamo Muziano, Profilo di ragazzo
- Giuseppe Panfilo Nuvolone, Madonna del Rosario e i santi Domenico e Antonio
- Fabrizio Parmigiano, Giuditta con la testa di Oloferne
- Andrea Pozzo, Episodio della vita di san Benedetto
- Marco Antonio Prestinari, Madonna
- Gaetano Previati, Funerali di una vergine
- Giulio Romano, Battaglia di Costantino
- Salvator Rosa, Paesaggio con apostolo che predica
- Maniera di Salvator Rosa, Paesaggio con il martirio di sant'Andrea
- Andrea Schiavone, Adorazione dei Magi
- Pellegrino Tibaldi
  - Ritratto di donna
  - Studio di bambino
  - Bambino con mani giunte
- Giuseppe Vermiglio, Il giovane s. Giovanni Battista nel deserto
- il Vespino, Sibilla
- Alessandro Vitali, Natività
- Timoteo Viti, Dio Padre
- Bernardo Zenale, Trittico della Madonna col Bambino e santi